# 方托马斯
《方托马斯》（法語：Fantômas，發音：[fɑ̃tomas]）是由马塞尔·阿兰（1885–1969）和皮埃尔·苏韦斯特（1874–1914）两人在1911年-1913年间创作写的小说与其作品同名主角。主角方托马斯精通各种易容术和犯罪手段，他最擅长的犯罪手法是先将目标人物杀死，然后易容成受害者的身份进行犯案，背景在第一次世界大战前的巴黎。

## 改编作品
1913年默片电影《魅影大盜》系列（5部）
导演: 路易·弗亚德
编剧: 马塞尔·阿兰、路易·弗亚德、皮埃尔·苏韦斯特
主演: 勒内·纳瓦尔、乔治·梅尔基奥尔、勒妮·卡尔、雅内·法贝尔、Volbert、Laurent Morléas、Jane Faber
1920年电影《范湯麻士奇案》
1947年电影《天羅地網》
导演:Jean Sacha
1964年电影《千面人方托马斯》
导演:马塞尔·阿兰、皮埃尔·苏韦斯特
主演:路易·德菲内斯、米琳娜·德蒙若、让·马莱
1965年电影《方托马斯的反击》
导演：安德里·于内贝勒、哈罗恩·塔兹菲
主演：米琳娜·德蒙若、让·马莱、路易·德菲内斯
1967年电影《方托马斯大闹苏格兰》
导演：安德里·于内贝勒